# کافه‌کتاب

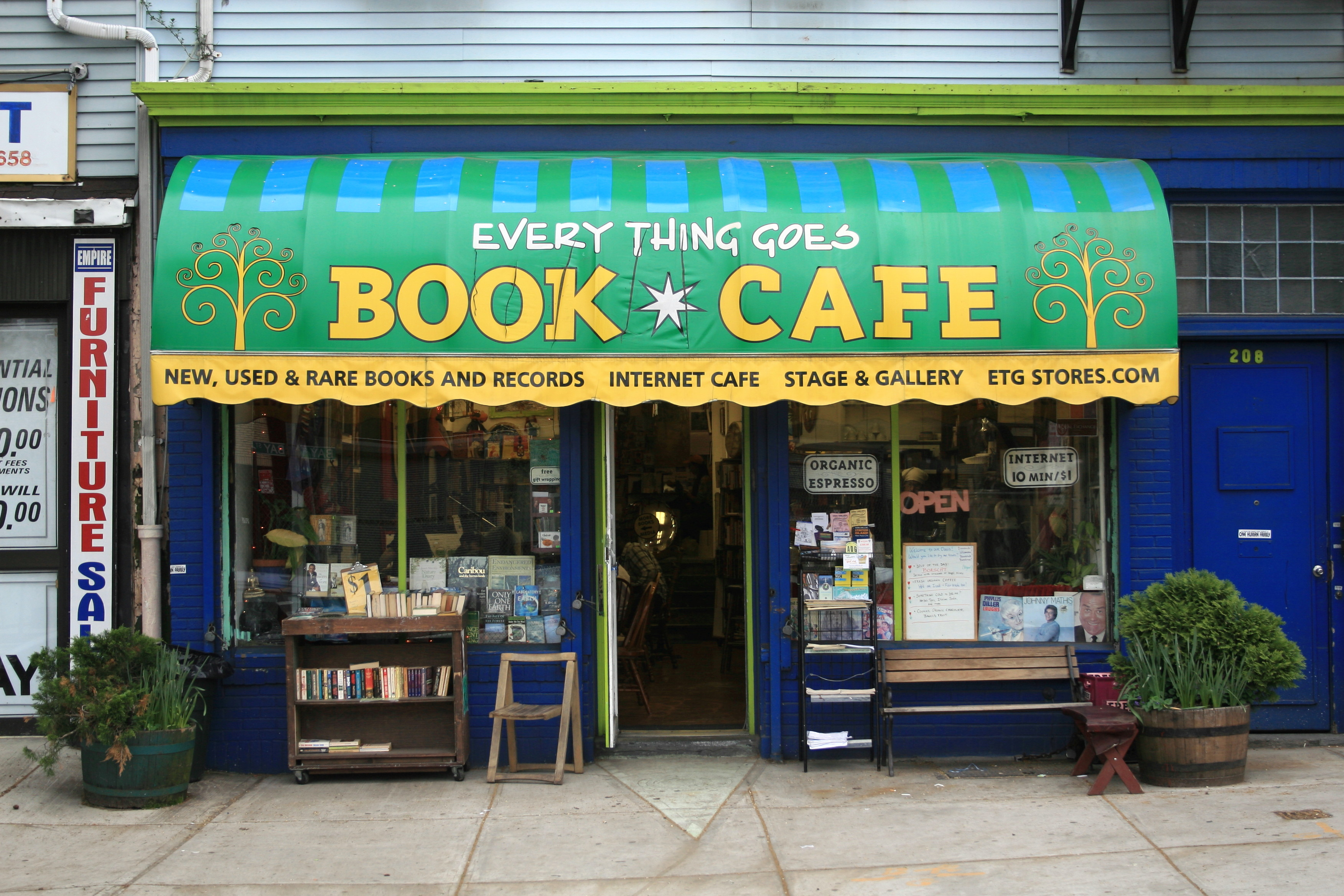
کافه‌کتابی در استاتن آیلند

کافه‌کتاب نوعی کافه با محیطی انبان‌شده از کتاب است که در آن افراد می‌توانند کتاب بخوانند، کتاب بخرند، خوراکی و نوشیدنی سفارش دهند و گفتگو کنند.

## کافه‌کتاب‌ها در ایران
ظاهراً اولین کافه کتاب ایران، به همت انتشارات روشنگران و مطالعات زنان در اوایل دهه ۸۰ با عنوان پاتوق فرهنگی تهران با مدیرت شهلا لاهیجی شکل گرفت که شعار آن خواندن کتاب با یک فنجان چای بود.
دوم دیماه سال ۱۳۸۵ نیروی انتظامی «کافه تیتر» را که پاتوق روزنامه‌نگاران و اهل فرهنگ بود، پلمپ کرد. یکسال بعد در آخرین روزهای مهر ۸۶ اداره اماکن نیروی انتظامی ۷۲ ساعت به کافه کتاب‌های تهران زمان داد تا فروشگاهای‌شان را تخلیه کنند. نیروی انتظامی تداخل شغل را علت این اقدام عنوان کرد. روزنامه اعتماد ملی در سرمقاله خود در این باره می‌نویسد: «به نظر می‌رسد نگرانی اداره اماکن نباید تداخل فعالیت‌های صنفی باشد، زیرا اگر چنین باشد دراین پایتخت بزرگ پرونده‌های تخلف صنفی و حرفه‌ای بی شماری وجود دارد که کمتر نهاد و سازمانی خود را مسوول حل آنها می‌داند. اما باید متذکر شد کافه‌کتاب‌ها که مدتی است در کشور رایج شده، از قدیمی‌ترین دستاوردهای بنگاه‌ها، انجمن‌ها و کتابفروشی‌های جهان است. راستی اگر این فرهنگ تنها مختص کشورهای پیشرفته باشد، ما شایستگی تبعیت از آن را نداریم؟»
سایت «کتاب نیوز» نیز به فعالیت کافه کتاب سرای اهل قلم در وزارت ارشاد اشاره کرده: «بر این اساس، کافه کتاب‌های تهران تنها ۴۸ ساعت فرصت دارند تا فروشگاه‌شان را تخلیه کنند. این در حالی است که هم‌اکنون کافه‌کتاب سرای اهل قلم وابسته به وزارت ارشاد که چند هفته‌ای از فعالیت آن می‌گذرد بدون هرگونه مشکلی به فعالیت خود ادامه می‌دهد و این شائبه را پیش آورده که وزارت ارشاد کافه‌کتاب خود را فعال کرده اما حمایتی از فعالیت دیگر کافه‌کتاب‌ها نمی‌کند؛ از سوی دیگر به گفته صاحب یکی از این کافه‌کتاب‌ها، فشار به کتاب‌فروشی‌ها و کافه‌کتاب‌ها هم‌زمان با افتتاح کافه‌کتاب سرای اهل قلم تشدید شده و ذهن‌ها را متوجه این امر کرده که وزارت ارشاد به عنوان ناظر کتابفروشی‌ها و انتشاراتی‌ها، می‌بایست از این مراکز حمایت کند.»
کافه کتاب نشر چشمه نیز که چندی بعد راه‌اندازی شد با دستور اداره اماکن نیروی انتظامی تعطیل گردیده بود. نیروی انتظامی در نهایت و پس از پایان مهلت مقررشده، کافه کتاب نشر ثالث را که مقاومت کرده بود پنجشنبه سوم آبان پلمپ کرد.
ولیکن امروزه در عمده شهرهای بزرگ ایران اعم از تهران، اصفهان، شیراز، مشهد، تبریز و… کافه‌کتاب‌های متعدد مشغول کار بوده و ممانعتی در فعالیت‌هاشان ایجاد نمی‌شود.